# Arturo Beristáin (luchador)
Arturo Beristáin (Monterrey, 5 de septiembre de 1949) es un luchador profesional retirado mexicano, que trabaja como entrenador de lucha libre en el gimnasio de la promoción de lucha libre profesional mexicana Consejo Mundial de Lucha Libre (CMLL) en la Ciudad de México, México. Es mejor conocido por trabajar bajo dos nombres diferentes en el ring, Talismán y El Hijo del Gladiador; ambos personajes comenzaron como enmascarados, y perdió ambas máscaras en Luchas de Apuestas. Perdió la máscara de Talismán ante Atlantis en 1984 y la máscara de El Hijo del Gladiador ante Rencor Latino en 2000. Como Talismán, ganó dos veces el Campeonato Nacional de Peso Welter, el Campeonato Nacional de Peso Medio y el Campeonato Nacional de Peso Ligero. Como El Hijo del Gladiador ha ganado el Campeonato Mundial de Tríos del CMLL con Gran Markus Jr. y Dr. Wagner Jr. y el Campeonato Intercontinental de Peso Medio de IWRG. Cuando Beristain perdió la máscara de El Hijo del Gladiador fue anunciado como «Arturo Beristáin Ramírez» para promover en storyline que en realidad era el hijo del luchador «El Gladiador» (cuyo apellido era Ramírez), pero el segundo apellido de Beristáin en realidad no es Ramírez.

## Carrera en la lucha libre profesional
Hizo su debut en la lucha libre profesional en 1971 a la edad de 21 años, luchando bajo el nombre en el ring Santiago Ayala. Unos años más tarde, Beristain adoptó un personaje enmascarado en el ring con el nombre de Talismán. El cambio al personaje de Talismán fue tan exitoso que Beristain comenzó a trabajar para la Empresa Mexicana de Lucha Libre (EMLL), la promoción de lucha libre más grande de México. El 30 de agosto de 1978, Talismán derrotó a Mario Valenzuela para ganar el Campeonato Nacional de Peso Ligero de México, su primer campeonato de lucha libre profesional. Retuvo el título durante 221 días antes de perderlo ante Rodolfo Ruiz el 8 de abril de 1979. Pasarían casi dos años antes de que Talismán ganara otro título, derrotando a El Supremo por el Campeonato Nacional de Peso Welter de México el 30 de marzo de 1982.
Talismán defendió con éxito el título varias veces, incluyendo una revancha con el depuesto campeón, hasta perderlo el 12 de noviembre de 1982 ante Mocho Cota. En 1984 Talismán participó y ganó un torneo por el vacante Campeonato Nacional de Peso Welter de México, derrotando a Américo Rocca en la final. El 21 de septiembre de 1984, Talismán perdió una Lucha de Apuestas ante Atlantis y se vio obligado a desenmascararse después del combate y revelar su verdadero nombre según las tradiciones de la lucha libre. Talismán retuvo el título de peso wélter durante 222 días antes de que Rocca finalmente lograra derrotar a Talismán. El 2 de marzo de 1986, Talismán obtuvo una medida de venganza contra Atlantis al derrotarlo por el Campeonato Nacional de Peso Medio de México. Defendió con éxito el título durante 273 días antes de perderlo ante Mogur el 30 de noviembre de 1986.
A finales de la década de 1980, Beristain cambió de personaje en el ring y se convirtió nuevamente en un enmascarado, usando el nombre de El Hijo del Gladiador, usando una relación de sangre en storyline con el fallecido luchador El Gladiador. El Hijo del Gladiador comenzó a trabajar en equipo con Dr. Wagner Jr. y Gran Markus Jr. para formar el grupo La Ola Blanca, un grupo que continuó la tradición iniciada por el equipo del mismo nombre formado por el padre de Dr. Wagner Jr., Dr. Wagner y Ángel Blanco en las décadas de 1960 y 1970. El 22 de abril de 1994, La Ola Blanca derrotó a Los Brazos (El Brazo, Brazo de Oro y Brazo de Plata  para ganar el Campeonato Mundial de Tríos del CMLL (EMLL había pasado a llamarse Consejo Mundial de Lucha Libre en 1990). El trío retuvo el título durante casi un año, 343 días en total, antes de perder el título ante Bestia Salvaje, Emilio Charles Jr. y Sangre Chicana el 31 de marzo de 1995. El 6 de agosto de 1996, El Hijo del Gladiador y Gran Markus Jr. se unieron para derrotar a Atlantis y Rayo de Jalisco Jr. para ganar el Campeonato Mundial en Parejas del CMLL. El equipo sólo retuvo el título durante 43 días antes de perderlo ante Atlantis y Lizmark el 18 de septiembre de 1996.
Después de la pérdida del título en parejas, La Ola Blanca se separó y cada luchador siguió su camino. Debido al acuerdo de intercambio de talentos CMLL/International Wrestling Revolution Group (IWRG), El Hijo del Gladiador comenzó a trabajar para IWRG a finales de 1997, y a principios de 1998 derrotó a El Pantera para ganar el Campeonato Intercontinental de Peso Medio de IWRG. Lo defendió un par de veces en los siguientes 186 días antes de perder el título ante Magnum TOKYO el 5 de julio de 1998. El 4 de agosto de 2000, El Hijo del Gladiador fue uno de los participantes de un torneo cibernético, donde el último hombre eliminado sería obligado a desenmascararse. Esa noche fue derrotado por Rencor Latino y obligado a desenmascararse como consecuencia de su derrota. Beristáin anunció que su nombre completo era «Arturo Beristáin Ramírez» para mantener la historia de que realmente era el hijo de El Gladiador. Más tarde se confirmó que su apellido no era en realidad Ramírez. Se retiró de la lucha libre en 2005 y se convirtió en entrenador de lucha libre a tiempo completo para CMLL en su escuela de lucha libre en la Ciudad de México, donde todavía trabaja, entrenando a varios de los luchadores novatos de CMLL.

## Campeonatos y logros
- Consejo Mundial de Lucha Libre
  - Campeonato Mundial en Parejas del CMLL (1 vez) – con Gran Markus Jr. [6]
  - Campeonato Mundial de Tríos del CMLL (1 vez) – con Gran Markus Jr. y Dr. Wagner Jr. [5]
  - Campeonato Nacional de Peso Ligero (1 vez) [2]
  - Campeonato Nacional de Peso Medio (1 vez) [4]
  - Campeonato Nacional de Peso Welter (2 veces) [3]
- International Wrestling Revolution Group
  - Campeonato Intercontinental de Peso Medio de IWRG (1 vez) [7]